# 丰田NZ引擎
丰田NZ发动机系列是丰田出产的一系列直列四缸水冷汽油发动机。1NZ系列采用铝制发动机缸体和DOHC缸盖。它还采用顺序燃油喷射，每缸有4个气门，配备VVT-i。2NZ-FE被选为2000年国际1.0-1.4L发动机类别的年度发动机。1NZ-FXE于2004年入选国际年度发动机，并自2004年起连续5年获得绿色发动机组冠军，自1999年和2004年起连续3年获得1.4-1.8L发动机组冠军。
作为E-type发动机的后继者，NZ发动机从上世纪90年代末至今一直作为丰田的小型车级别的主力发动机。
发动机的材料与之前的E发动机有很大的不同：气缸体和气缸盖采用压铸铝材料，正时链条用于驱动凸轮轴。
至2019年9月，只有三个版本的发动机仍在生产：1NZ-FXE，专门用于混合动力汽车；1NZ-FE，采用滚轮摇臂阀；1NZ-FXP，用于LPG混合动力汽车。
NZ系列发动机的生产地有：日本爱知县丰田上乡工厂生产（1NZ用于普锐斯，NZ用于Vitz和ist，R1NZ用于Sienta）、泰国春武里的暹罗丰田制造公司生产（NZ用于NBC汽车，如雅力士和Vios的1NZ-FE）；巴基斯坦卡拉奇的Indus汽车公司生产（2NZ用于卡罗拉）。

## 1NZ-FE 基础版

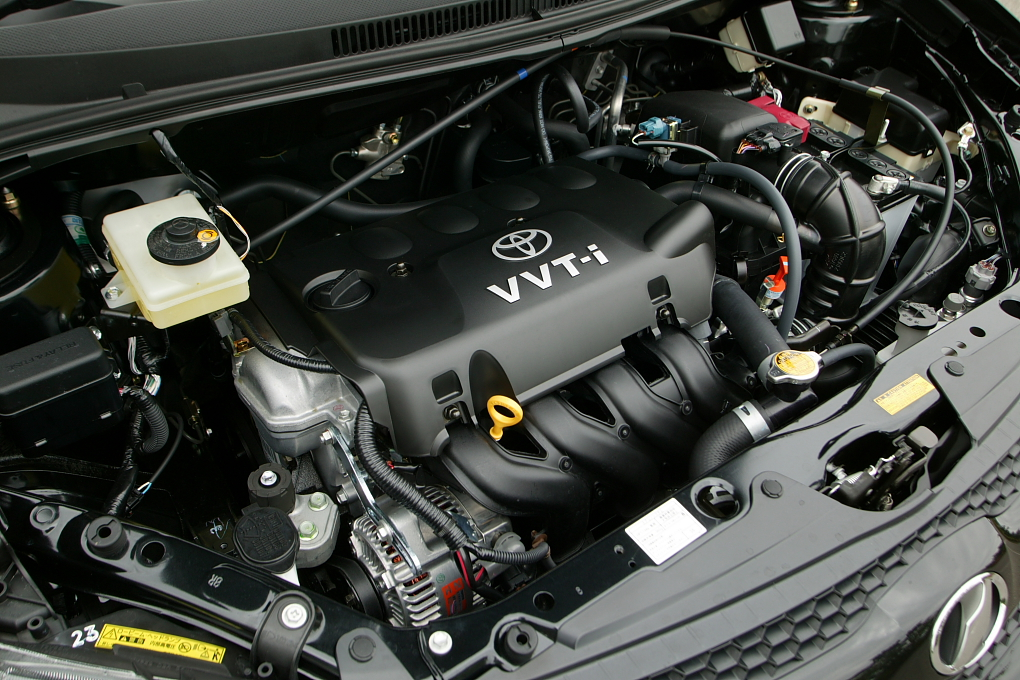
1NZ-FE

1NZ-FE是1NZ-FXE的1.5升(1,497cc)传统奥托循环车型，配备VVT-i。在日本和亚洲国家组装的许多丰田车型中都可以找到这种发动机缸体。它保留了相同的缸径和冲程，但压缩比降低到10.5:1。在6000转/分时输出功率为109马力（81千瓦；111马力），在4200转/分时扭矩为141牛-米（104磅-英尺）。红线为6400转/分。此发动机也授权由吉利制造和由丰田制造并出售装配给长城汽车。
 

## 1NZ-FXE 混动版

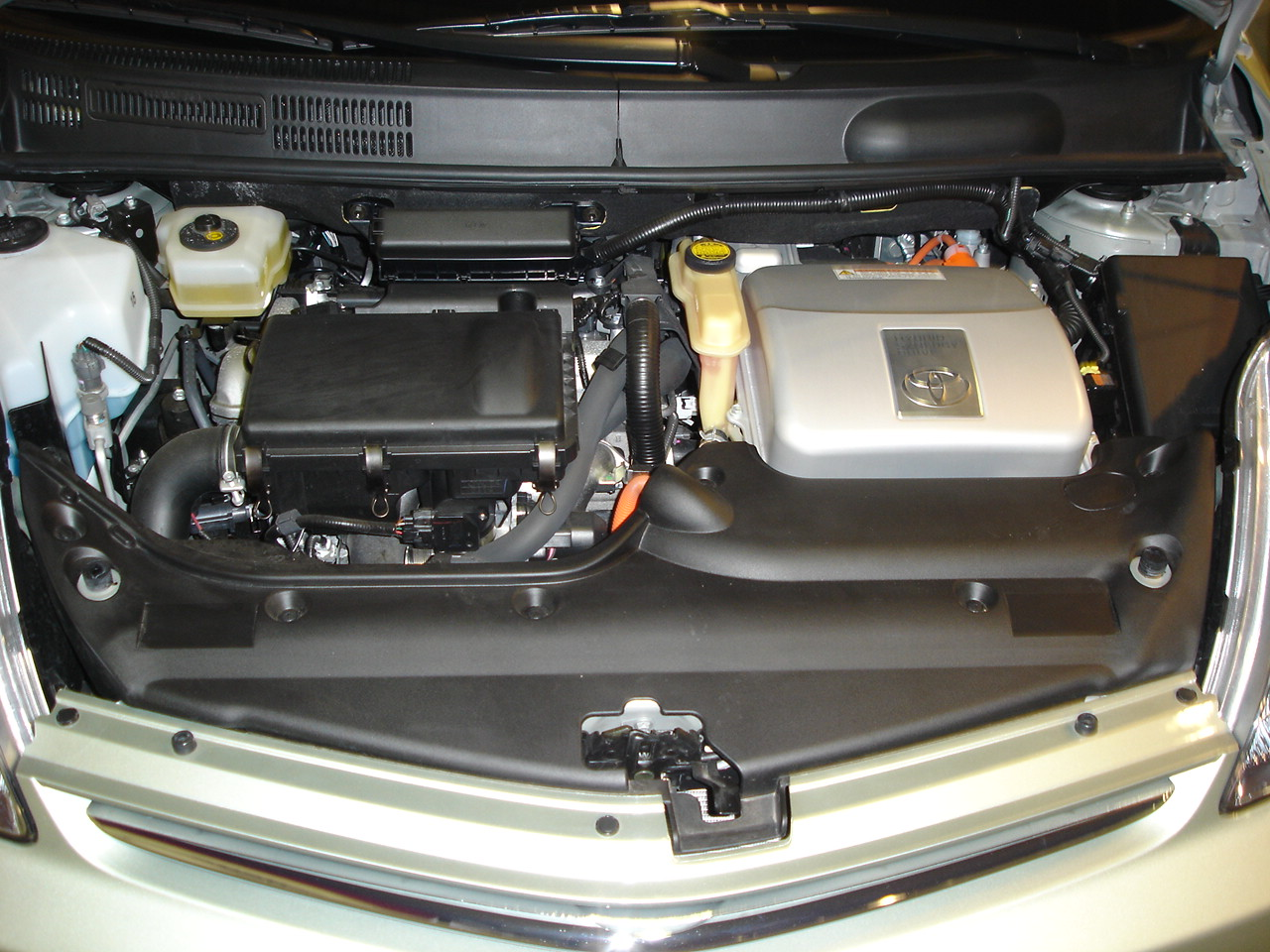
1NZ-FXE和电机

1NZ-FXE是1.5 L（1,497 cc）的混合动力版本。缸径和冲程为75毫米×84.7毫米（2.95英寸×3.33英寸）。它采用锻造钢连杆和铝制进气歧管。该发动机具有13.0:1的高物理压缩比，但进气门的关闭是延迟的，有效压缩比为9.5:1最终结果是发动机的有效膨胀比压缩大，使其成为模拟阿特金森循环，而不是传统的奥托循环。
缸内充量的减少意味着扭矩和功率输出的降低，但效率却提高了。这种组合使1NZ-FXE适合与混合动力协同驱动系统一起使用，在这种情况下，电动机和电池可以满足峰值扭矩和功率需求。5000转/分时输出功率为76马力（57千瓦；77PS），4000转/分时扭矩为115牛-米（85磅-英尺）。2009年，随着第三代普锐斯的到来，第三代普锐斯停产，用2ZR-FXE取代了1NZ-FXE。
2012年，在普锐斯c（北美）、Aqua（日本）和雅力士混合动力车（欧洲）到来后，推出了改进版。新版本没有任何皮带驱动的配件，物理压缩比为13.4:1，在4800转/分时输出74马力（55千瓦；75PS），在3600-4400转/分时输出111牛-米（82磅-英尺）的扭矩。
丰田普锐斯搭载的1NZ-FXE混合动力协同驱动系统曾多次获得国际年度发动机大奖。
2000年最佳环保发动机
2001年最佳环保产品
2005年最佳燃油经济性
2005年最佳1.4升至1.8升 。
2006年最佳燃油经济性
2006年最佳1.4升至1.8升

## 1NZ-FXP 混动版
1NZ-FXP是1.5 L (1,497 cc)的混合动力版本。缸径和冲程为75毫米×84.7毫米（2.95英寸×3.33英寸）。它采用锻钢连杆和铝制进气歧管。该发动机具有13.0:1的高物理压缩比，但进气门的关闭是延迟的，有效压缩比为9.5:1最终结果是发动机的有效膨胀比压缩大，使其成为模拟阿特金森循环，而不是传统的奥托循环。
缸内充量的减少意味着扭矩和功率输出的降低，但效率却提高了。这种组合使1NZ-FXP适合与混合动力协同驱动系统一起使用，在这种情况下，电动机、电池和液化石油气混合动力系统可以满足峰值扭矩和功率需求。在5000转/分时输出功率为76马力（57千瓦；77PS），在4000转/分时输出扭矩为115牛-米（85磅-英尺）。峰值热效率约为37% 。

## 1NZ-FTE 涡轮版
1NZ-FTE是1NZ-FE的1.5 L (1,497 cc)带空对空中冷器的涡轮增压传统奥托循环车型，带VVT-i。该发动机缸体出现在许多在亚洲国家组装的丰田车型上。它保留了相同的缸径和冲程。在6000转/分时输出功率为141-148马力（105-110千瓦；143-150马力），在4200-4800转/分时输出扭矩196-200牛-米（145-148磅-英尺）。红线为8000转/分。

## 2NZ-FE
2NZ-FE为1.3 L（1299 cc）版本。缸径和冲程为75毫米×73.5毫米（2.95英寸×2.89英寸），压缩比为10.5：1。在6000转/分时输出功率为63千瓦（84马力；86PS），在4400转/分时扭矩为121牛-米（89磅-英尺）。在2000年，它获得了1升至1.4升类别的国际年度发动机奖。